# Въстание на Мелис
Въстанието на Мелис на лангобардите срещу византийската власт в областта Апулия, Южна Италия избухва през пролетта на 1009 г.
Предизвикано е от засилването на данъчната тежест след сурова зима, отразила се негативно върху икономиката на региона. Вероятна причина са и административните ограничения върху местните търговци. Предводителите на въстанието – Мелис и Датус, се стремят към създаване на самостоятелно княжество с център Бари. Градът е превзет от въстаниците скоро след началото на бунта. След него в техни ръце падат и Трани и Асколи. Движението на Мелис достига до опасни размери и принуждава император Василий II да изпрати силна войска срещу въстаниците. Новият катепан на Италия Василий Месардонит обсажда Бари и след 2-месечна обсада го превзема на 11 юни 1010 (или 1011) г. с помощта на местни гърци. Падането на Бари предопределя съдбата на въстанието, чиито водачи бягат в свободните лангобардски области.
Според медиевиста Васил Гюзелев размириците в Апулия са толкова сериозно предизвикателство за византийската власт, че принуждават Василий II да прекрати временно (до 1014 г.) завоевателните си походи в България.